# Байзаков, Сабит Байзакович
Сабит Байзакович Байзаков (род. 21 марта 1940, а. Сага Джангельдинского района Костанайской области) — советский и казахстанский учёный, доктор экономических наук (1988), профессор (1990), академик Национальной академии наук Казахстана, академик Академии наук сельского хозяйства (1994).

## Биография
Окончил Алматинский сельскохозяйственный институт (1964). В 1965—1991 годах заведующий кафедрой, декан.
В 1991—1994 годах главный научный секретарь Академии наук сельского хозяйства, в 1994—1996 годах главный научный секретарь Академии наук Казахстана.
С 1996 проректор Казахского аграрного университета.
Участвовал в подготовке Лесного кодекса Республики Казахстан, руководил научно-технической программой «Орман».

## Сочинения
- Экономическая оценка лесных ресурсов. — А.-Л., 1981;
- Озеленение жилой застройки. — А.-А., 1988;
- Леса и лесное хозяйство Казахстана. — Л., 1996.